# Ніл Брукс
Ніл Брукс  (англ. Neil Brooks, 27 липня 1962) — австралійський плавець, олімпійський чемпіон.

## Виступи на Олімпіадах
| Олімпіада         | Дисципліна                            | Місце     |
| ----------------- | ------------------------------------- | --------- |
| Москва 1980       | плавання на 100 метрів вільним стилем | 7 h2 r2/3 |
| Москва 1980       | комплексна естафета 4 × 100           | 1         |
| Лос-Анджелес 1984 | естафета 4 × 100 вільним стилем       | 2         |
| Лос-Анджелес 1984 | комплексна естафета 4 × 100           | 3         |